# Phorusrhacidae
Phorusrhacidae é uma família de aves fósseis da ordem Cariamiformes.
Forusracídeos, coloquialmente conhecidos como aves do terror, são uma família extinta de grandes aves carnívoras. Surgiram após a extinção dos dinossauros não avianos, devido à ausência de predadores de grande porte, assumindo de forma fantástica o papel de grandes predadores como o Tyrannosaurus rex. Sua escala temporal cobre de 62 a 1,8 milhões de anos atrás.
Eles variavam de 1 a 3 metros de altura. Eram dotados de bicos enormes e curvados, como os das aves de rapina atual, eram bem afiados e desenvolvidos especialmente para rasgar a carne de suas presas, suas pernas eram ágeis e muito musculosas proporcionando muita velocidade durante a corrida. Podiam alcançar até 50 km/h. Suas asas eram pouco desenvolvidas, incapazes de sequer auxiliar em saltos. Acredita-se que seus parentes mais próximos de hoje sejam os seriemas de 80 cm de altura. Titanis walleri, uma das espécies maiores, também é conhecida na América do Norte do Texas e Flórida. Isso faz com que os forusracídeos sejam os únicos grandes predadores sul-americanos conhecidos a migrarem para o norte durante o Grande Intercâmbio Americano (3 milhões de anos), que começou depois que a ponte de terra do Istmo do Panamá cresceu cerca de 10 a 15 Milhões de anos. Era uma vez que T. walleri se extinguiu Norte da América em torno da época da chegada dos seres humanos, mas encontros subsequentes de fósseis de Titanis não forneceu nenhuma evidência para a sua sobrevivência após 1,8 milhões de anos atrás. Ainda assim, relatos do Uruguai de novos achados datados de 450.000 e 17.000 anos atrás, implicariam que alguns forusracídeos sobreviveram lá até muito recentemente (isto é, até o Pleistoceno tardio); Mas esta afirmação é debatida.
Forusracídeos podem ter mesmo feito o seu caminho para a África; O gênero Lavocatavis foi descoberto recentemente na Argélia, mas seu status como um verdadeiro forusracídeo é questionado. Uma possível forma europeia, Eleutherornis, também foi identificada, sugerindo que este grupo tinha uma gama geográfica mais ampla no Paleogene.
Os batornitídeos intimamente relacionados ocuparam um nicho ecológico similar em America do Norte através do Eoceno ao Mioceno; Alguns, como o Paracrax, atingiram tamanhos semelhantes aos maiores forusracídeos. Pelo menos uma análise recupera Bathornis como táxons irmãos para os fósforos, com base em características compartilhadas nas mandíbulas e coracóides, embora este tenha sido seriamente contestado, uma vez que estes poderiam ter evoluído independentemente para o mesmo estilo de vida carnívoro.

## Taxonomia
A família está dividida em cinco subfamílias:
- Subfamília Brontornithinae Moreno & Mercerat, 1891
  - Gênero Brontornis Moreno & Mercerat, 1891 (Mioceno Inferior-Médio da Argentina)
  - Gênero Paraphysornis Alvarenga, 1993 (Oligoceno Superior/Mioceno Inferior do Brasil)
  - Gênero Physornis Ameghino, 1895 (Oligoceno Médio-Superior da Argentina)
- Subfamília Phorusrhacinae Ameghino, 1889
  - Gênero Devincenzia Kraglievich, 1932 (Mioceno Superior - Plioceno Inferior da Argentina e Uruguai)
  - Gênero Kelenken Bertelli et al., 2007 (Mioceno Médio da Argentina)
  - Gênero Phorusrhacos Ameghino, 1887 (Mioceno Inferior-Médio da Argentina)
  - Gênero Titanis Brodkorb, 1963 (Plioceno Inferior - Pleistoceno Inferior da Argentina)
- Subfamília Patagornithinae Mercerat, 1897
  - Gênero Patagornis Moreno & Mercerat, 1891 (Mioceno Médio da Argentina) - inclui Morenomerceraria, Palaeociconia, Tolmodus
  - Gênero Andrewsornis Patterson, 1941 (Oligoceno Médio-Superior da Argentina)
  - Gênero Andalgalornis Patterson & Kraglievich, 1960 (Mioceno Superior - Plioceno Inferior da Argentina)
- Subfamília Psilopterinae Dolgopol de Saez, 1927
  - Gênero Eleutherornis Schaub, 1940 (Eoceno Médio da França e Suíça)
  - Gênero Paleopsilopterus Alvarenga, 1985 (Paleoceno Médio do Brasil)
  - Gênero Procariama Rovereto, 1914 (Mioceno Superior - Plioceno Inferior da Argentina)
  - Gênero Psilopterus Moreno & Mercerat, 1891 (Oligoceno Médio - Mioceno Superior da Argentina)
- Subfamília Mesembriornithinae Kraglievich, 1932
  - Gênero Mesembriornis Moreno, 1889 (Mioceno Superior - Plioceno Superior da Argentina)
  - Gênero Llallawavis (Plioceno Médio da Argentina)

## Análise
Os paleontólogos Luis Chiappe e Sara Bertelli estudaram um crânio, descoberto em 1999 no sul da Argentina, tão grande quanto o de um cavalo e com um bico aquilino, assim como analisaram também ossos de patas incrustados em rochas de 15 milhões de anos na Patagônia, e chegaram a conclusão de que essas aves corriam mais depressa que um corredor olímpico. Acredita-se também que após a formação da ponte entre as Américas do Norte e do Sul, grandes felinos, ursos e outros carnívoros tenham migrado para o sul e devorado essas "aves aterrorizantes".